# 杜马尔卡奇哈尔
杜马尔卡奇哈尔（Dumar Kachhar），是印度中央邦Shahdol县的一个城镇。总人口9730（2001年）。

## 人口
该地2001年总人口9730人，其中男性5233人，女性4497人；0—6岁人口1217人，其中男636人，女581人；识字率67.39%，其中男性为76.11%，女性为57.24%。